# Elisabeth Kirchler
Elisabeth Kirchler detta Lisi (Lanersbach, 17 novembre 1963) è un'ex sciatrice alpina austriaca.

## Biografia

### Carriera sciistica
Sciatrice polivalente originaria di Lanersbach di Tux, Elisabeth Kirchler ottenne i primi piazzamenti in carriera durante la Coppa Europa 1979-1980, dove fu 2ª sia nella classifica di discesa libera sia in quella di slalom gigante; nella stessa stagione prese parte agli Europei juniores di Madonna di Campiglio 1980, piazzandosi 6ª nella discesa libera. In Coppa del Mondo debuttò all'inizio della stagione 1980-1981, ottenne il primo piazzamento di rilievo l'8 gennaio 1981 sulle nevi di Pfronten (11ª in discesa libera) e la prima vittoria, nonché primo podio, nella discesa libera di Aspen del 6 marzo seguente. Ai Mondiali di Schladming 1982 fu 6ª nella discesa libera e 8ª nello slalom gigante, mentre stagione successiva in Coppa del Mondo conquistò il 3º posto nella classifica di discesa libera. Ai XIV Giochi olimpici invernali di Sarajevo 1984, suo esordio olimpico, si classificò 9ª nella discesa libera e non completò lo slalom gigante.
Il 21 dicembre 1984 vinse la sua ultima gara di Coppa del Mondo, la discesa libera di Santa Caterina Valfurva, e ai successivi Mondiali di Bormio 1985 ottenne la medaglia d'argento nello slalom gigante, il 12º posto nella discesa libera e non completò la combinata. Il 13 gennaio 1987 a Vail salì per l'ultima volta sul podio in Coppa del Mondo giungendo 2ª, dietro all'austriaca Sigrid Wolf, in discesa libera; ai successivi Mondiali di Crans-Montana 1987 non completò né il supergigante né lo slalom gigante. Ai XV Giochi olimpici invernali di Calgary 1988, suo congedo olimpico, si classificò 8ª nella discesa libera e 15ª nel supergigante; ottenne l'ultimo piazzamento in Coppa del Mondo il 19 gennaio 1989 a Tignes in discesa libera (11ª) e l'ultimo piazzamento di rilievo della sua attività agonistica fu il 22º posto ottenuto nella discesa libera dei Mondiali di Vail 1989, il 5 febbraio seguente.

### Altre attività
Dopo il ritiro è stata commentatrice sportiva sia per la carta stampata, sia per la rete televisiva ORF.

## Palmarès

### Mondiali
- 1 medaglia:
  - 1 argento (slalom gigante a Bormio 1985)

### Coppa del Mondo
- Miglior piazzamento in classifica generale: 4ª nel 1983
- 13 podi (7 in discesa libera, 2 in supergigante, 1 in slalom gigante, 3 in combinata):
  - 4 vittorie (3 in discesa libera, 1 in combinata)
  - 8 secondi posti
  - 1 terzo posto

#### Coppa del Mondo - vittorie
| Data             | Località                | Paese       | Specialità |
| ---------------- | ----------------------- | ----------- | ---------- |
| 6 marzo 1981     | Aspen                   | Stati Uniti | DH         |
| 9 dicembre 1982  | Val-d'Isère             | Francia     | KB         |
| 22 gennaio 1983  | Megève                  | Francia     | DH         |
| 21 dicembre 1984 | Santa Caterina Valfurva | Italia      | DH         |

Legenda:

DH = discesa libera

KB = combinata

### Campionati austriaci
- 5 medaglie[1]:
  - 1 oro (slalom gigante nel 1983)
  - 3 argenti (slalom gigante nel 1981; discesa libera nel 1984; supergigante nel 1987)
  - 1 bronzo (slalom gigante nel 1987)